# Napaeus isletae
Napaeus isletae је пуж из реда Stylommatophora и фамилије Enidae.

## Угроженост
Ова врста је крајње угрожена и у великој опасности од изумирања.

## Распрострањење
Шпанија је једино познато природно станиште врсте.

## Станиште
Врста Napaeus isletae има станиште на копну.